# Metasyntactische variabele
Een metasyntactische variabele kan ofwel een plaatshouder zijn (een soort van alias), of een uitdrukking voor een algemeen element uit een klasse. De term is afkomstig uit het programmeren en wordt gebruikt door programmeurs en hackers. Metasyntactische variabelen ontlasten de programmeur van het zinvol benoemen van variabelen. Voorbeelden zijn:
- foo, bar, baz, quux, quuux

Soms worden de uitgevonden termen zo populair dat ze als neologismen worden opgenomen in de taal.
Het gebruik van metasyntactische variabelen komt ook voor in de algebra : 
De letters x, y en z staan daar voor onbekende variabelen, a, b en c voor onbekende constanten.
Metasyntactische variabelen worden zo genoemd omdat het variabelen zijn in de metataal van een computerprogramma.